# 第三セクター鉄道
第三セクター鉄道（だいさんセクターてつどう）とは、第三セクター方式で設立された会社が運営する鉄道（軌道）、またはこれを運営する鉄道事業者（軌道事業者）である。狭義には、第三セクター鉄道等協議会に加盟する鉄道事業者を指す。

## 分類
第三セクター鉄道は大きく以下のように分類することができる。
1. 日本国有鉄道経営再建促進特別措置法（国鉄再建法）により、日本国有鉄道やJRから経営が切り離された赤字ローカル線（特定地方交通線）や、建設中に工事が凍結された路線（日本鉄道建設公団の旧国鉄建設線）を引き受けるために設立されたもの
2. 整備新幹線の開業に伴い、JRから分離された並行在来線区間を引き受けるために設立されたもの
3. 赤字の私鉄路線を引き受けるために設立されたもの
4. 臨海工業地帯の貨物鉄道を運営する目的で、旧国鉄（国鉄分割民営化後は日本貨物鉄道（JR貨物）が株式を継承）や沿線自治体と荷主企業の共同出資で設立された臨海鉄道
5. 上記 1. とは別個の新規鉄道路線（多くは大都市圏周辺の開発に伴うもので、新交通システム、モノレールなども含む）を建設・運営するために設立されたもの。この場合、一般の私鉄と同じように日本民営鉄道協会に加盟している会社が多い。

狭義における第三セクター鉄道とは上記の1. と2. 、つまり旧国鉄及びJRから経営分離されたケースを指す。このほか、株式の物納により財務省が一部株式を保有する京福電気鉄道や、災害復旧のために地方公共団体が増資を引き受けた島原鉄道のようなケースも存在する。会社組織上はこれらも第三セクターとなるが、設立時は純然たる民間企業であり、また株式を保有する国や地方公共団体も経営参加を目的としている訳ではないため、通常は私企業に分類され、第三セクター鉄道としては扱われない。

## 経営状況
地方の赤字路線や整備新幹線の開業に伴う並行在来線区間を肩代わりした地区では経営の苦しい事業者も多く、一部は危機的な状況に置かれており、後述のように事業を廃止した会社もある。
経営状況が悪い第三セクター鉄道では、売店など周辺事業への進出、イベント列車の運行や地域密着イベントの開催、新駅の設置、グッズ販売などで増収を図り、列車本数の削減、設備の自動化、人員削減や他事業者の退職者を再雇用するなど合理化を進めてコストを徹底的に圧縮する努力を講じていることが多い。
中には、JR線と直通する特急列車や快速列車の利益で安定した経営実績をあげる第三セクター鉄道も存在するが、伊勢鉄道、智頭急行、北陸新幹線開業前の北越急行といったごく少数に留まっている。
既存の鉄道路線を引き継いだ路線の場合、もともと鉄道の需要が非常に小さいか、整備新幹線の開業により主要な収入源である長距離旅客が失われるなどして経営状況の悪い路線が大半である。かつては収益を上げていた路線であっても、近年進んだモータリゼーションや沿線の過疎化により経営状況が悪化しているものも多い。特に近年進んだ少子化と、地方の過疎化に伴う通学需要の激減は大きな影響を与えている。また、多くの路線で転換時に値上げを伴うほか、既存路線から独立した体系となることで運賃が割高になり、利用者の減少（自家用車・オートバイなどへの移行や、通学手段のスクールバスや自転車への転移など）を招く場合もあり、さらにはこの利用者の減少による減便によって利便性を低下させてさらなる利用者の減少を招く負のスパイラルに陥ることも珍しくない。
特に国鉄・JRの特定地方交通線転換の第三セクター鉄道は、路線の距離に応じた転換交付金を受給しており、これを基金として運用し、赤字を埋め合わせることを想定していた。しかし、バブル景気崩壊後のゼロ金利政策によって、基金の運用益が減少したことが打撃となっている。転換交付金による基金が枯渇する事業者も現れ、赤字を負担するか路線廃止を迫られている。
大都市の新規通勤路線の場合は比較的大きな需要を見込んでいるが、高架線・地下線・トンネルなど建設費が膨大となり、開業時に巨額の債務を背負うこととなる。そのため、沿線の都市化が予測通りに進まない、割高な運賃が敬遠されるといった理由から、利用が低迷するとたとえ大都市路線であっても債務の償還が困難となる。なおこのような路線の多くでは利用客に恵まれていて営業損益としては黒字であったとしても開業時に発生した巨額の有利子債務の返済に追われるために経常損益としては赤字となることが少なくなく、また変動金利を採用している場合では時の景気状況や金融政策によって支払利息が数億～数十億円単位で変動しうるため、それまでが黒字状態であってもごくわずかな金利の変動で赤字に転落する可能性がある。
こういった理由から、経営の改善が見込めないとして鉄道経営から撤退する事業者も出ている。特に2000年以降、鉄道事業の廃止が認可制から届出制になり、廃止手続きが容易になったことも大きい。これまでに廃止された路線は、ほとんどが地方の赤字ローカル線の転換路線であったが、2006年（平成18年）には大都市（名古屋市）近郊の新交通システム路線である桃花台新交通（小牧市）が廃止・清算されるといった事例も現れている。
2010年（平成22年）には私的整理（事業再生ADR）の名古屋臨海高速鉄道、県や市町村からの複数回にわたる計80億円規模の追加出資等により債務超過への転落を回避する愛知高速交通 のような事例なども現れている。このように、沿線自治体などによる公的資金の投入による支援や、金融機関の債務放棄などの策を講じている場合もあり、自治体財政が全国的に厳しい中で、経営状況の好転が見込めない鉄道事業者への税金投入に対する批判も強い。JRや民営鉄道の路線廃止に際して、自治体財政の兼ね合いや市民合意の困難から、第三セクター化を断念して廃止されるケースも少なくない。
極めてまれなケースではあるが、北総鉄道北総線のように、開業時はニュータウン鉄道として計画されていたものの、数十年を経て空港アクセス鉄道としての使命も与えられた事業者もある。同社は1979年（昭和54年）の部分開業から33年を経て、2012年度の中間決算に債務超過を解消した。
2000年代に入った後は、自治体が赤字を前提とした路線存続を決断し、第三セクター化するケースも増えている。青い森鉄道、富山ライトレール、万葉線、えちぜん鉄道などがこれに該当する。これらの路線では都道府県・市町村・事業者の責任を明確にした上で、市民などに情報を公開して補助金を投入している。ただ運営会社が黒字になると報道等でそのことのみが取り上げられ、実質的な赤字が伝わらないという問題も発生している。なお、和歌山の和歌山電鐵貴志川線のように自治体の財政事情から第三セクターは設立せず、民間事業者を公募して補助金を交付する方式もとられている。
「週刊ダイヤモンド」2007年12月15日号によれば、2006年（平成18年）3月末現在、債務超過額が大きい第三セクター鉄道は以下のとおりとなっている。
- 東葉高速鉄道：522億374万円（すべての第三セクター事業者の中では3番目）
- 千葉都市モノレール：196億3796万円（すべての第三セクター事業者の中では8番目）
- 北総鉄道：116億817万円（2000 - 2011年度・すべて単年度黒字化、2012年度に債務超過解消）
- 横浜新都市交通（現・横浜シーサイドライン）：36億5168万円（2002 - 2011年度・すべて単年度黒字化、2011年度に債務超過解消）
- 多摩都市モノレール：22億7944万円（2008 - 2009年度・単年度黒字化）
- 信楽高原鐵道：13億4552万円（既存の路線を引き継いだ鉄道では最多）
- 名古屋ガイドウェイバス：10億233万円（総務省のガイドラインに基づく外郭団体経営検討委員会[6] により2010年から経営の健全化を目指す）
- 広島高速交通：2億1384万円

## 第三セクター鉄道会社一覧
鋼索鉄道（ケーブルカー等）会社については割愛する。
※印は、第三セクター鉄道等協議会に加盟している会社（41社） 。
★印は、日本民営鉄道協会に加盟している（いた）会社（地方私鉄とみなされる場合もある）。
◎印は、公営交通事業協会に賛助会員として加盟している会社。

### 旧国鉄・JR線を転換
主に日本国有鉄道経営再建促進特別措置法（通称・国鉄再建法）による特定地方交通線や建設が凍結された日本鉄道建設公団建設線、整備新幹線開業に伴うJRの並行在来線を転換した会社など

#### 特定地方交通線・日本鉄道建設公団建設線を転換

##### 北海道地方
- 北海道ちほく高原鉄道（旧池北線、2006年廃止）

##### 東北地方
- 三陸鉄道 ※（特定地方交通線の旧盛線・宮古線・久慈線と建設線〈盛線・宮古線・久慈線〉を1984年に転換し開業。2019年には東日本大震災以来不通になっていた山田線の宮古 - 釜石間が復旧されJR東日本から移管[10]）
- 秋田内陸縦貫鉄道 ※（旧阿仁合線・角館線、建設線〈鷹角線〉）
- 由利高原鉄道 ※（旧矢島線）
- 山形鉄道 ※（旧長井線）
- 阿武隈急行 ※（旧丸森線、建設線〈丸森線〉）
- 会津鉄道 ※（旧会津線）

##### 関東地方
- 野岩鉄道 ※（全線建設線〈野岩線〉）
- わたらせ渓谷鐵道 ※（旧足尾線）
- 真岡鐵道 ※（旧真岡線）
- いすみ鉄道 ※（旧木原線）
- 鹿島臨海鉄道 ※（建設線〈鹿島線〉）

##### 中部地方
- 北越急行 ※（全線建設線〈北越北線〉）
- のと鉄道 ※（特定地方交通線の旧能登線を1988年に転換したが2005年廃止。1991年以降はJR西日本が所有する七尾線〈2001年一部廃止〉の第二種鉄道事業者）
- 神岡鉄道 （旧神岡線、2006年廃止）
- 樽見鉄道 ※（旧樽見線、建設線〈樽見線〉）
- 明知鉄道 ※（旧明知線）
- 長良川鉄道 ※（旧越美南線）
- 愛知環状鉄道 ※（旧岡多線、建設線〈岡多線・瀬戸線〉）
- 伊勢鉄道 ※（旧伊勢線）
- 天竜浜名湖鉄道 ※（旧二俣線）

##### 近畿地方
- 北近畿タンゴ鉄道 ※（旧宮津線、建設線〈宮福線〉〔旧称・宮福鉄道〕、2015年4月1日より両線の第三種鉄道事業者、WILLER TRAINS〔京都丹後鉄道〕が両線の第二種鉄道事業者）
- 信楽高原鐵道 ※（旧信楽線、2013年4月1日より第二種鉄道事業者、甲賀市が第三種鉄道事業者）
- 北条鉄道 ※（旧北条線）
- 三木鉄道（旧三木線、2008年廃止）

##### 中国地方
- 若桜鉄道 ※（旧若桜線、2009年4月1日より第二種鉄道事業者、八頭町・若桜町が第三種鉄道事業者）
- 智頭急行 ※（全線建設線〈智頭線〉）
- 井原鉄道 ※（全線建設線〈井原線〉）
- 錦川鉄道 ※（旧岩日線）

##### 四国地方
- 阿佐海岸鉄道 ※（旧牟岐線の一部、建設線〈阿佐東線〉）
- 土佐くろしお鉄道 ※（旧中村線、建設線〈宿毛線・阿佐西線〉）

##### 九州地方
- 平成筑豊鉄道 ※（旧伊田線・糸田線・田川線）
- 甘木鉄道 ※（旧甘木線）
- 松浦鉄道 ※（旧松浦線）
- 南阿蘇鉄道 ※（旧高森線）
- 高千穂鉄道（旧高千穂線 2005年運休、2008年廃止、2009年解散）
- くま川鉄道 ※（旧湯前線）

#### 整備新幹線の並行在来線区間を転換
- 道南いさりび鉄道 ※（北海道新幹線に並行する江差線の木古内 - 五稜郭 37.8kmを転換）
- 青い森鉄道★（第2種鉄道事業者、東北新幹線に並行する東北本線のうち青森県内の目時 - 青森 121.9 km を転換）
- IGRいわて銀河鉄道 ※（東北新幹線に並行する東北本線のうち岩手県内の盛岡 - 目時 82.0 km を転換）
- しなの鉄道 ※（北陸新幹線に並行する信越本線のうち長野県内の軽井沢 - 篠ノ井 65.1 km 、および長野 - 妙高高原37.3kmを転換）
- えちごトキめき鉄道 ※（北陸新幹線に並行する信越本線のうち新潟県内の妙高高原 - 直江津 37.7 km、および北陸本線のうち新潟県内の直江津 - 市振 59.3kmを転換）
- あいの風とやま鉄道 ※（北陸新幹線に並行する北陸本線のうち富山県内の市振 - 倶利伽羅 100.1kmを転換）
- IRいしかわ鉄道 ※（北陸新幹線に並行する北陸本線のうち石川県内の倶利伽羅 - 大聖寺 64.2kmを転換）
- ハピラインふくい ※（北陸新幹線に並行する北陸本線のうち福井県内の敦賀 - 大聖寺 84.3kmを転換）
- 肥薩おれんじ鉄道 ※（九州新幹線に並行する鹿児島本線の八代 - 川内 116.9 km を転換）

#### その他
- 富山ライトレール （2006年に富山港線の奥田中学校前 - 岩瀬浜間を転換。富山駅北 - 奥田中学校前間はライトレール方式による新線。2020年に富山地方鉄道へ吸収合併）

### 私鉄路線を転換

#### 新規に会社設立
- 万葉線★（加越能鉄道高岡軌道線・新湊港線を転換）
- えちぜん鉄道★（京福電気鉄道越前本線・三国芦原線を転換）
- ひたちなか海浜鉄道★（茨城交通湊線を転換）
- とさでん交通★（土佐電気鉄道を転換）[注 3]
- 四日市あすなろう鉄道 （近鉄内部・八王子線を転換）
- 養老鉄道（近鉄養老線を転換）
- 伊賀鉄道（近鉄伊賀線を転換）

#### 既存の私鉄会社に出資
- くりはら田園鉄道（栗原電鉄線を転換、2007年廃止）
- 福井鉄道★（経営再建にともなう）

### JR貨物系の臨海鉄道会社
- 釧路開発埠頭（1997年廃止、2000年解散）
- 八戸臨海鉄道
- 仙台臨海鉄道
- 福島臨海鉄道
- 秋田臨海鉄道（2021年廃止）
- 新潟臨海鉄道（2002年廃止）
- 鹿島臨海鉄道（大洗鹿島線は日本鉄道建設公団建設線＜鹿島線＞。鹿島臨海鉄道および鹿島臨港線は大洗鹿島線引き受け以前より存在）
- 京葉臨海鉄道
- 神奈川臨海鉄道
- 名古屋臨海鉄道
- 衣浦臨海鉄道
- 水島臨海鉄道★（旅客輸送あり）

### 旧国鉄建設線以外の新線の建設・運営のため設立
- 南部縦貫鉄道（1997年廃止）
- 岩手開発鉄道★（貨物専業）
- 仙台空港鉄道★
- 宇都宮ライトレール
- 埼玉新都市交通◎
- 埼玉高速鉄道◎
- ゆりかもめ◎
- 多摩都市モノレール◎
- 東京臨海高速鉄道
- 東京都地下鉄建設（第三種鉄道事業者、2008年解散）
- 千葉都市モノレール
- 千葉急行電鉄（1998年に経営破綻、現在は京成千原線）
- 東葉高速鉄道
- 北総鉄道
- 芝山鉄道
- 成田空港高速鉄道（第三種鉄道事業者）
- 成田高速鉄道アクセス（第三種鉄道事業者）
- 首都圏新都市鉄道 （つくばエクスプレスを運営）
- 横浜高速鉄道◎
- 横浜シーサイドライン◎
- 名古屋ガイドウェイバス◎
- 桃花台新交通（2006年廃止・解散）
- 愛知高速交通◎
- 名古屋臨海高速鉄道◎
- 中部国際空港連絡鉄道（第三種鉄道事業者）
- 上飯田連絡線（第三種鉄道事業者）
- 京都高速鉄道（第三種鉄道事業者、2009年解散）
- 北大阪急行電鉄★
- 大阪モノレール◎
- 大阪府都市開発★ ‐ 2014年に泉北高速鉄道へ社名変更。南海グループへの株式譲渡により第三セクター会社ではなくなった。その後、2025年に南海電気鉄道に吸収合併され、路線は同社の泉北線となった。
- 大阪港トランスポートシステム（第三種鉄道事業者、未開業線については第一種鉄道事業者）
- 関西高速鉄道（第三種鉄道事業者）
- 大阪外環状鉄道（第三種鉄道事業者）
- 西大阪高速鉄道（第三種鉄道事業者）
- 中之島高速鉄道（第三種鉄道事業者）
- 奈良生駒高速鉄道（第三種鉄道事業者）
- 神戸新交通
- 神戸高速鉄道（第三種鉄道事業者）
- 広島高速交通◎
- 北九州高速鉄道◎ ‐ 2005年に100%減資の上、北九州市に対して第三者割当増資を実施したため、それ以降は第三セクターには当たらない。
- 沖縄都市モノレール◎

### 形式だけの第三セクター
- 富山地方鉄道★（陸上交通事業調整法に基づき、富山電気鉄道を母体に富山県内のすべての私営・公営〈富山県営鉄道・富山市営軌道〉の鉄軌道・バス会社を合併して1943年に発足した経緯と、2020年に富山県・富山市が出資する第三セクターの富山ライトレールを合併した経緯が重なり、両自治体も出資。しかし自治体からの出資額は低いため、一般的には第三セクターではなく、地方私鉄に分類される。富山地方鉄道自身も私鉄を自称しており、他の私鉄と同様に日本民営鉄道協会に加盟し、労働組合も私鉄総連に加盟している）
- 京福電気鉄道★（個人大株主の死去により株券が相続税として物納され、国が大株主になった[11] ことによる形式的な第三セクターであり、国は経営に参画する意思がなく、第三セクター鉄道に分類されないことが多かった。現在は株式の売却により民営鉄道に戻っている）
- 島原鉄道★（災害復旧のための出資）